# Gizy
Gizy és un municipi francès situat al departament de l'Aisne i a la regió dels Alts de França. L'any 2007 tenia 695 habitants.

## Demografia

### Població
El 2007 la població de fet de Gizy era de 695 persones. Hi havia 264 famílies de les quals 48 eren unipersonals (16 homes vivint sols i 32 dones vivint soles), 104 parelles sense fills, 100 parelles amb fills i 12 famílies monoparentals amb fills.
La població ha evolucionat segons el següent gràfic:
Habitants censats

### Habitatges
El 2007 hi havia 297 habitatges, 271 eren l'habitatge principal de la família, 15 eren segones residències i 10 estaven desocupats. 293 eren cases i 3 eren apartaments. Dels 271 habitatges principals, 217 estaven ocupats pels seus propietaris, 49 estaven llogats i ocupats pels llogaters i 5 estaven cedits a títol gratuït; 12 tenien dues cambres, 35 en tenien tres, 73 en tenien quatre i 152 en tenien cinc o més. 203 habitatges disposaven pel capbaix d'una plaça de pàrquing. A 114 habitatges hi havia un automòbil i a 134 n'hi havia dos o més.

### Piràmide de població
La piràmide de població per edats i sexe el 2009 era:
| Homes | Edats   | Dones |
| ----- | ------- | ----- |
| 0     | 95 o +  | 4     |
| 0     | 90 a 94 | 0     |
| 4     | 85 a 89 | 4     |
| 0     | 80 a 84 | 8     |
| 4     | 75 a 79 | 16    |
| 8     | 70 a 74 | 4     |
| 20    | 65 a 69 | 16    |
| 12    | 60 a 64 | 8     |
| 16    | 55 a 59 | 20    |
| 36    | 50 a 54 | 28    |
| 40    | 45 a 49 | 44    |
| 20    | 40 a 44 | 24    |
| 24    | 35 a 39 | 28    |
| 20    | 30 a 34 | 12    |
| 16    | 25 a 29 | 8     |
| 32    | 20 a 24 | 16    |
| 56    | 15 a 19 | 24    |
| 8     | 10 a 14 | 28    |
| 4     | 5 a 9   | 8     |
| 4     | 0 a 4   | 32    |

## Economia
El 2007 la població en edat de treballar era de 451 persones, 327 eren actives i 124 eren inactives. De les 327 persones actives 282 estaven ocupades (161 homes i 121 dones) i 45 estaven aturades (20 homes i 25 dones). De les 124 persones inactives 60 estaven jubilades, 22 estaven estudiant i 42 estaven classificades com a «altres inactius».

### Ingressos
El 2009 a Gizy hi havia 270 unitats fiscals que integraven 676,5 persones, la mediana anual d'ingressos fiscals per persona era de 17.259 €.

### Activitats econòmiques
Dels 20 establiments que hi havia el 2007, 1 era d'una empresa alimentària, 2 d'empreses de fabricació d'altres productes industrials, 6 d'empreses de construcció, 6 d'empreses de comerç i reparació d'automòbils, 1 d'una empresa de transport, 1 d'una empresa d'hostatgeria i restauració, 1 d'una empresa financera i 2 d'empreses classificades com a «altres activitats de serveis».
Dels 9 establiments de servei als particulars que hi havia el 2009, 2 eren tallers de reparació d'automòbils i de material agrícola, 1 paleta, 2 guixaires pintors, 2 lampisteries, 1 electricista i 1 perruqueria.
Dels 2 establiments comercials que hi havia el 2009, 1 era una botiga de menys de 120 m² i 1 una carnisseria.
L'any 2000 a Gizy hi havia 4 explotacions agrícoles.

## Equipaments sanitaris i escolars
El 2009 hi havia una escola elemental.

## Poblacions més properes
El següent diagrama mostra les poblacions més properes.